# Fusion (Softwaretechnik)
Fusion bezeichnet in der Softwaretechnik eine objektorientierte Methodik (auch Vorgehensmodell), die Anfang der 1990er Jahre vor allem bei Hewlett-Packard weit verbreitet war. Im Wesentlichen verband sie Elemente aus anderen, damals weit verbreiteten Methoden (z. B. Booch-Methode, CRC, OMT) miteinander, was auch die Bezeichnung „Fusion“ erklärt.